# پابلو کونیات
پابلو کونیات (انگلیسی: Pablo Cuñat؛ زادهٔ ۲۸ آوریل ۲۰۰۲) بازیکن فوتبال اهل اسپانیا است که در حال حاضر برای لوانته در پست دروازه‌بان بازی می‌کند.
از باشگاه‌هایی که در آن بازی کرده است می‌توان به لوانته، لوانته بی، آموربیتا و کارتاخنا اشاره کرد.
وی همچنین در تیم ملی فوتبال زیر ۲۱ سال اسپانیا بازی کرده است.

## دوران باشگاهی
پابلو کونیات در والنسیا زاده شد. او در ۱۳ ژوئن ۲۰۱۷ از تیم زادگاهش لوانته به لا ماسیا، آکادمی جوانان باشگاه فوتبال بارسلونا پیوست. او در سال ۲۰۲۰ به لوانته بازگشت و در ۱۳ دسامبر همان سال، نخستین بازی خود را برای اتلتیکو لوانته در سگوندا دیویسیون بی انجام داد؛ دیداری خانگی که با شکست ۱–۰ مقابل هرکولس به پایان رسید.
در ۳ دسامبر ۲۰۲۱، پس از آن‌که در زمان هدایت آلسیو لیچی به دروازه‌بان اصلی تیم دوم بدل شد، قرارداد خود را با باشگاه تا سال ۲۰۲۴ تمدید کرد. در ۷ اوت ۲۰۲۳، او با قراردادی قرضی به آموربیه‌تا در سگوندا دیویسیون پیوست تا فصل سگوندا دیویسیون ۲۴–۲۰۲۳ را در این تیم سپری کند.
کونیات در ۱۱ اوت ۲۰۲۳ نخستین بازی حرفه‌ای خود را در تساوی ۱–۱ خانگی برابر باشگاه مادرش، لوانته انجام داد. در ۹ ژوئیه ۲۰۲۴، پس از سقوط آموربیه‌تا به لیگ پایین‌تر، او بار دیگر با قرارداد قرضی یک‌ساله به تیمی دیگر در سگوندا دیویسیون یعنی کارتاخنا پیوست.